# Josef Jalůvka
Josef Jalůvka (21. října 1955 – 12. června 2015) byl český politik, člen Občanské demokratické strany, na přelomu 20. a 21. století poslanec Poslanecké sněmovny, pak zastupitel Moravskoslezského kraje a náměstek hejtmana, starosta města Kopřivnice.

## Biografie
Pocházel z Kopřivnice. Byl ženatý, měl 5 dětí. Patřil mezi zakládající členy ODS.
V komunálních volbách roku 1994, komunálních volbách roku 1998, komunálních volbách roku 2006 a komunálních volbách roku 2010 byl za ODS zvolen do zastupitelstva města Kopřivnice. Profesně se k roku 1998 uvádí jako starosta, roku 2006 jako podnikatel a k roku 2010 opět starosta. Post starosty zastával i po komunálních volbách v roce 2010. V podzimních komunálních volbách 2014 získal nejvyšší počet hlasů, ale rozhodl se, že bude jen řadovým zastupitelem.
Ve volbách v roce 1998 byl zvolen do poslanecké sněmovny za ODS (volební obvod Severomoravský kraj). Byl členem sněmovního výboru pro evropskou integraci. Na poslanecký mandát rezignoval v únoru 2001.
Důvodem k rezignaci na poslanecké křeslo bylo jeho angažmá v krajské samosprávě po krajských volbách roku 2000. Stal se zástupcem hejtmana Moravskoslezského kraje pro oblast regionálního rozvoje. Ve sněmovně ho nahradila Jitka Kocianová. Křeslo v krajském zastupitelstvu obhájil i v krajských volbách roku 2004, krajských volbách roku 2008 a krajských volbách roku 2012. Od roku 2008 působil v klubu zastupitelů ODS jako jeho místopředseda. 
Zemřel po dlouhé těžké nemoci 12. června 2015 ve věku nedožitých 60 let.